# Тырня (приток Холохольни)
Тырня (Тырна) — река в России, протекает в Арсеньевском и Одоевском районах Тульской области. Левый приток реки Холохольни.
Длина реки — 10,3 км.

## География
Исток реки находится на высоте 242 м над уровнем моря у небольшой рощи между селом Ивановское и деревней Докукино в Астаповком сельском поселении Арсеньевского района. От истока до урочища Алайкино преобладающим направлением течения является северо-восток. В верхнем течении у деревень Докукино и Рязанцево на Тырне устроено несколько запруд. Ниже урочища Алайкино и до устья течёт преимущественно на восток по границе Астаповкого сельском поселения Арсеньевского района и Восточно-Одоевского сельского поселения Одоевского района. На всём протяжении течёт по открытой местности, в верхнем и среднем течениях периодически пересыхает. Впадает в верхнее течение реки Холохольня на высоте 169 м над уровнем моря возле урочища Красные Бугры.

## Экология
По состоянию на 2015 год, из-за отсутствия или неэффективного обеззараживания сточных вод, река подвержена высокому микробному загрязнению в местах водопользования.